# تيرا بريتا
تيرا بريتا (بالبرتغالية: Terra preta، التي تعني حرفيًا «التربة السوداء» باللغة البرتغالية) هي نوع من التربة الاصطناعية الغامقة جدًا البشرية المنشأ الموجودة في حوض الأمازون.

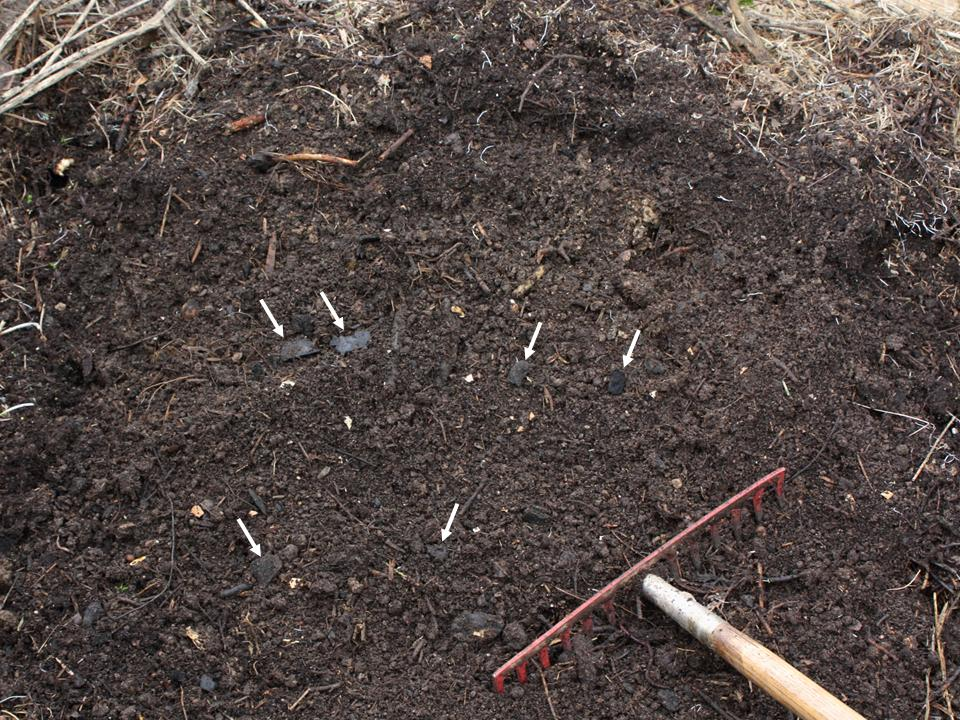
تيرا بريتا

يرجع الفضل في تيرا بريتا إلى اللون الأسود المميز لمحتواها المصنوع من الفحم، وتم تصنيعه عن طريق إضافة مزيج من الفحم والعظام والفخار المكسور والسماد العضوي إلى تربة الأمازون العقيمة نسبيًا. نتاج لإدارة تربة السكان الأصليين والزراعة المائلة والفحم، الفحم مستقر ويبقى في التربة لآلاف السنين، ملزِماً للاحتفاظ بالمعادن والمواد الغذائية.
تتميز تيرا بريتا بوجود بقايا الفحم منخفضة الحرارة في تركيزات عالية بكميات من شظايا الفخار الصغيرة؛ والمواد العضوية مثل بقايا النباتات، والبراز الحيواني، والأسماك وعظام الحيوانات، وغيرها من المواد؛ والمواد المغذية مثل النيتروجين والفوسفور والكالسيوم والزنك والمنغنيز. التربة الخصبة، مثل تيرا بريتا، تملك مستويات عالية من الأنشطة المجهرية وغيرها من الخصائص المحددة داخل النظم الإيكولوجية المعينة.